# Nishiyama Tomoka
Nishiyama Tomoka (西山朋佳 (Tây Sơn Bằng Giai) sinh ngày 27 tháng 6 năm 1995 tại Ōsakasayama, Osaka, Nhật Bản) là một Nữ Lưu kỳ sĩ trực thuộc Liên đoàn Shogi Nhật Bản, có số hiệu Nữ Lưu kỳ sĩ là 73. Sư phụ của cô là Ito Hirofumi Thất đẳng. Cô tốt nghiệp trường Sơ trung & Cao trung Osaka Gakugei, hiện tại đang theo học trường Đại học Keio. Chị gái của cô, Nishiyama Shizuka là một kỳ thủ cờ vây chuyên nghiệp.

## Sự nghiệp kỳ thủ

### Gia nhập Trường đào tạo Kỳ thủ
Nishiyama Tomoka bắt đầu học chơi shogi nhờ cha và người chị Nishiyama Shizuka hơn 3 tuổi, sau đó tham gia các lớp học cờ năm lên 5 tuổi. Cô thường chơi cờ với các đối thủ nam, và khi tới năm hai Sơ trung (tương đương lớp 8 của Việt Nam), Nishiyama tham gia kỳ thi đầu vào của Trường Đào tạo Kỳ thủ trẻ, giành 8 chiến thắng liên tiếp từ đó đủ điều kiện để theo học tại cơ sở của Liên đoàn Shogi Nhật Bản. 
Năm 2009, cô chiến thắng Giải Vô địch Shogi Nữ Sơ trung toàn quốc
Ngày 7 tháng 10 năm 2010, ở năm hai Sơ trung, cô chính thức gia nhập Trường đào tạo Kỳ thủ tại Kansai, với mức xếp hạng Lục cấp.
Vào tháng 5 năm 2011, Nishiyama gặp Satomi Kana Nữ Lưu Tam quán trong kỳ thi thăng hạng Nhất cấp (1-kyu) tại Trường đào tạo, khi đó cô ở mức xếp hạng Tứ cấp (4-kyu) đã thua ván đấu đó. 
Tháng 1 năm 2014, cô được thăng lên hạng Sơ đẳng (1-dan) ở tuổi 18 và 7 tháng, trở thành người phụ nữ thứ hai - người phụ nữ trẻ tuổi nhất trong hệ thống chuyên nghiệp khi đó. Tháng Chín cùng năm, cô trở thành người phụ nữ thứ hai, đồng thời trẻ tuổi nhất được thăng lên Nhị đẳng (2-dan) (19 tuổi 2 tháng). 
Tháng 12 năm 2015, cô trở thành người phụ nữ thứ hai - kỳ thủ nữ trẻ nhất được thăng cấp lên Tam đẳng (3-dan) (20 tuổi, 5 tháng). Cô bắt đầu tham gia Giải đấu Tam đẳng (三段リーグ) kể từ kỳ thứ 59 (kỳ đầu của năm 2016). Cô là kỳ thủ nữ duy nhất trong lịch sử (tính tới tháng 9 năm 2022) nhận được điểm thăng cấp ở Giải đấu Tam đẳng (dành cho kỳ thủ xếp trong tốp đầu nhưng không thể thăng lên Tứ đẳng do xét hiệu số). Ngoài ra, một trong những đối thủ của cô tại đây là Fujii Sota, người đã chiến thắng chính Nishiyama ở ván thi đấu cuối cùng ở kỳ 59 của Giải đấu Tam đẳng để trở thành kỳ thủ chuyên nghiệp. 
Trong khi luyện tập ở Trường đào tạo Kỳ thủ, cô cũng tham gia các giải danh hiệu Nữ Lưu và trong năm 2014, Nishiyama Tomoka lần đầu tiên xuất hiện ở một loạt trận tranh danh hiệu - Nữ Lưu Vương Tọa Chiến kỳ 4, khiêu chiến đương kim Nữ Lưu Vương Toạ khi đó là Kato Momoko, và thất bại với kết quả 0-3 chung cuộc. Vào ngày 24 tháng 5 năm 2018, Nishiyama giành danh hiệu đầu tiên của mình khi chiến thắng loạt 5 ván tranh ngôi tại Giải MyNavi Nữ mở rộng lần thứ 11 trước đương kim Nữ Vương cũng chính là Kato Momoko với tỉ số 3-1 chung cuộc. Cô là người thứ hai không phải Nữ Lưu kỳ sĩ giành được một danh hiệu Nữ Lưu, cũng sau Kato.
Vào ngày 22 tháng 5 năm 2019, cô chiến thắng loạt tranh ngôi tại Giải MyNavi Nữ mở rộng lần thứ 12 trước khiêu chiến giả Satomi Kana Nữ Lưu Tứ quán với tỉ số 3-1, từ đó bảo vệ thành công danh hiệu Nữ Vương. Ngày 1 tháng 11 cùng năm, cô cũng giành chiến thắng quyết định 2-1 trước Satomi Kana Nữ Lưu Vương Tướng để cùng lúc sở hữu hai danh hiệu (Nữ Lưu Nhị quán). Ngày 4 tháng 12, cô tiếp tục chiến thắng 3-1 trước Satomi Kana Nữ Lưu Vương Tọa, từ đó cùng lúc sở hữu ba danh hiệu (Nữ Lưu Tam quán).
Ngày 7 tháng 3 năm 2020, trước khi vòng cuối cùng của Giải đấu Tam đẳng kỳ thứ 66 bắt đầu,Nishiyama có thành tích 12 thắng - 4 thua và có khả năng trở thành kỳ thủ nữ chuyên nghiệp đầu tiên của giới Shogi chuyên nghiệp Nhật Bản. Cô đã giành hai chiến thắng liên tiếp trong vòng cuối cùng để kết thúc kỳ 66 với hiệu số 14 thắng - 4 thua, tuy nhiên Taniai Hiroki và Hattori Shinichiro có cùng hiệu số. Dựa trên thành tích từ những kỳ trước, Taniai và Hattori là những kỳ thủ được thăng Tứ đẳng, Nishiyama Tomoka không thể trở thành kỳ thủ chuyên nghiệp ở kỳ đó nhưng nhận 1 điểm thăng cấp.
Ngày 1 tháng 4 năm 2020, cô giành chiến thắng trước Hasebe Kohei tại Long Vương Chiến kỳ 34, trở thành kỳ thủ nữ đầu tiên lọt vào top 4 của tổ 6, trong khuôn khổ Vòng Xếp hạng Long Vương Chiến. Ngày 3 tháng 6 cùng năm, cô đánh bại Kato Momoko trong trận đấu cuối cùng của Giải MyNavi Nữ mở rộng lần thứ 13 với tỉ số 3-2, bảo vệ thành công danh hiệu Nữ Vương lần thứ ba liên tiếp. Ngày 30 tháng 7, cô đả bại Kitajima Tadao ở Chung kết Vòng Sơ loại thứ Nhất - Kỳ Thánh Chiến kỳ 92, trở thành kỳ thủ nữ đầu tiên vượt qua một vòng Sơ loại của giải danh hiệu chuyên nghiệp. Ngày 26 tháng 9, cô được xếp đứng đầu tiên của Giải đấu Tam đẳng kỳ thứ 67, tuy nhiên lại thua 8 ván liên tiếp ở giai đoạn cuối cùng và kết thúc giải đấu với hiệu số 7 thắng - 11 thua. Ngày 30 tháng 10, cô giành chiến thắng trước Muroya Yuki Nữ Lưu Nhị đẳng với tỉ số 2-1 ở Nữ Lưu Vương Tướng Chiến kỳ thứ 42, từ đó bảo vệ thành công danh hiệu Nữ Lưu Vương Tướng của mình. Ngày 14 tháng 12, trong ván đấu thứ 5 của loạt tranh danh hiệu - Nữ Lưu Vương Tọa Chiến kỳ thứ 10, Nishiyama Tomoka đã giành chiến thắng trước Satomi Kana Nữ Lưu Tứ quán, từ đó bảo vệ thành công danh hiệu của mình với tỉ số 3-2
Tháng 1 năm 2021, cô tham gia Sơ loại thứ Hai của Kỳ Thánh Chiến kỳ thứ 92 với tư cách kỳ thủ nghiệp dư/kỳ thủ nữ đầu tiên vượt qua Vòng Sơ loại thứ Nhất. Nishiyama đã giành các chiến thắng để có quyền chơi trận Chung kết, tuy nhiên lại thất bại trước Nobuyuki Yashiki Cửu đẳng và không lọt vào Vòng Xác định Khiêu chiến giả. Ngày 6 tháng 3 cùng năm, cô kết thúc Giải đấu Tam đẳng kỳ thứ 68 với hiệu số 9 thắng - 9 thua.

Cuối cùng, ngày 1 tháng 4 năm 2021, Nishiyama Tomoka chính thức rời khỏi Trường đào tạo Kỳ thủ, với thông báo ngay sau đó sẽ trở thành một Nữ Lưu kỳ sĩ.
Nguyên văn tiếng Nhật: 奨励会を退会し、女流棋士に転向することを決めました。一年間悩みながら挑んでおりました。沢山の方に色んな思いで応援や、支えをいただきました。本当に有難うございました。
Dịch tiếng Việt: Tôi đã quyết định sẽ rời khỏi Tưởng Lệ hội và trở thành một Nữ Lưu kỳ sĩ. Tôi đã vật lộn với thử thách này trong một năm cuối và rất lo lắng cùng lúc. Tôi đã nhận được sự giúp đỡ và động viên của rất nhiều người, xin cảm ơn rất nhiều.
- Tweet của @TMK_0627 - tài khoản Twitter của Nishiyama Tomoka.
| Thành tích của Nishiyama Tomoka tại Giải đấu Tam đẳng | Thành tích của Nishiyama Tomoka tại Giải đấu Tam đẳng | Thành tích của Nishiyama Tomoka tại Giải đấu Tam đẳng |
| Kỳ                                                    | Thành tích thi đấu                                    | Hiệu số chung cuộc                                    |
| ----------------------------------------------------- | ----------------------------------------------------- | ----------------------------------------------------- |
| 59                                                    | ○○○○●○●●●○○●●●○○○●                                    | 10 thắng - 8 thua                                     |
| 60                                                    | ○●●○○●●●●○●●●●○●●○                                    | 6 thắng - 12 thua                                     |
| 61                                                    | ○○●●○○○○●●○●●○●●○●                                    | 9 thắng - 9 thua                                      |
| 62                                                    | ○○●●●●●○○●●●●●○○●○                                    | 7 thắng - 11 thua                                     |
| 63                                                    | ○●○○●○●○○●○●●●○○○○                                    | 11 thắng - 7 thua                                     |
| 64                                                    | ●●●●●○○●●●●●●○○●●○                                    | 5 thắng - 13 thua                                     |
| 65                                                    | ●○●●●●○○●○○○●●●●●○                                    | 7 thắng - 11 thua                                     |
| 66                                                    | ○●○○○○○●○○○●○●○○○○                                    | 14 thắng - 4 thua                                     |
| 67                                                    | ●○○●●○○○○○●●●●●●●●                                    | 7 thắng - 11 thua                                     |
| 68                                                    | ●○●○○○○●○○○●●●●●●○                                    | 9 thắng - 9 thua                                      |

### Trở thành Nữ Lưu kỳ sĩ
Vào ngày 1 tháng 4 năm 2021, trước khi chạm tới độ tuổi giới hạn của Trường đào tạo Kỳ thủ trẻ, cô thông báo về việc cô sẽ rút khỏi Trường đào tạo để trở thành một Nữ Lưu kỳ sĩ. Cùng ngày, cô gửi yêu cầu trở thành Nữ Lưu kỳ sĩ tới Liên đoàn Do Nishiyama đã đạt tới mức xếp hạng Tam đẳng ở Trường đào tạo, cô được thăng trực tiếp mức xếp hạng lên Nữ Lưu Tam đẳng theo quy định của Trường đào tạo.
Ngày 1 tháng 6 cùng năm, cô đánh bại Ito Sae Nữ Lưu Tam đẳng ở ván thi đấu thứ 5 để giành chiến thắng chung cuộc 3-2 trong loạt trận tranh danh hiệu của Giải MyNavi Nữ mở rộng lần thứ 14 để bảo vệ thành công danh hiệu Nữ Vương lần thứ 4 liên tiếp và trở thành một thành viên thường xuyên của Liên đoàn với việc chiến thắng danh hiệu bằng tư cách của một Nữ Lưu kỳ sĩ. Ngày 9 tháng 7, cô hoàn thành giai đoạn Vòng loại của Bạch Linh chiến kỳ 1 và lọt vào loạt trận tranh danh hiệu 7 ván với đối thủ là Watanabe Mana Nữ Lưu Tam đẳng.Ngày 16 tháng 10 cùng năm, cô giành chiến thắng cuối cùng trước Watanabe Mana ở loạt trận tranh danh hiệu, kết thúc loạt trận với tỉ số chung cuộc 4-0 và trở thành kỳ thủ đầu tiên sở hữu danh hiệu Bạch Linh.
Ngày 13 tháng 6 năm 2022, Nishiyama Tomoka giành chiến thắng quyết định trước Satomi Kana Nữ Lưu Tứ quán ở ván đấu thứ 5 trong loạt trận tranh danh hiệu của Giải MyNavi Nữ mở rộng lần thứ 15 để bảo vệ thành công danh hiệu Nữ Vương và kèm theo đó, cô đạt đủ điều kiện để trở thành kỳ thủ nữ đầu tiên nhận danh dự Vĩnh thế Nữ Vương (永世女王) bằng việc chiến thắng danh hiệu này 5 lần liên tiếp, cũng đồng thời đạt đủ điều kiện để được thăng lên Nữ Lưu Tứ đẳng (chiến thắng đủ 3 danh hiệu sau khi được thăng Nữ Lưu Tam đẳng, gồm Bạch Linh - 1 và Nữ Vương - 2)
Ngày 24 tháng 3 năm 2023, bằng việc giành chiến thắng 3-1 trước Ito Sae tại Nữ Lưu Danh Nhân chiến kỳ thứ 49, Nishiyama Tomoka lần đầu tiên sở hữu danh hiệu Nữ Lưu Danh Nhân.

### Tham dự Bài thi lên chuyên
| Ngày diễn ra | Giải đấu          | Đối thủ                       | Kết quả, thành tích | Kết quả, thành tích |
| ------------ | ----------------- | ----------------------------- | ------------------- | ------------------- |
| 10/1/2023    | Long Vương chiến  | Okabe Reo Tứ đẳng             | ●                   | -                   |
| 7/6          | Kì Thánh chiến    | Kinotashi Kouichi Lục đẳng    | ○                   | 1-0                 |
| 7/6          | Kì Thánh chiến    | Shoshi Kazuharu Thất đẳng     | ○                   | 2-0                 |
| 28/7         | Cup Asahi mở rộng | Horiguchi Kazushiza Thất đẳng | ○                   | 3-0                 |
| 28/7         | Cup Asahi mở rộng | Taniai Hiroki Tứ đẳng         | ○                   | 4-0                 |
| 10/8         | Thanh Lưu chiến   | Satoh Yuki Tam đẳng           | ○                   | 5-0                 |
| 10/8         | Thanh Lưu chiến   | Yokoyama Tomoki Tứ đẳng       | ●                   | 5-1                 |
| 19/9         | Kì Thánh chiến    | Kajiura Hirotaka Thất đẳng    | ○                   | 6-1                 |
| 19/9         | Kì Thánh chiến    | Sanmaidou Tatsyta Thất đẳng   | ●                   | 6-2                 |
| 21/9         | Vương Tọa chiến   | Shima Akira Cửu đẳng          | ●                   | 6-3                 |
| 4/10         | Cup Asahi mở rộng | Watanabe Kazushi Lục đẳng     | ○                   | 7-3                 |
| 4/10         | Cup Asahi mở rộng | Sasaki Daichi Thất đẳng       | ○                   | 8-3                 |
| 15/11        | Ngân Hà chiến     | Fujimoto Nagisa Tứ đẳng       | ●                   | 8-4                 |
| 8/12         | Cup Asahi mở rộng | Satō Yasumitsu Cửu đẳng       | ●                   | 8-5                 |
| 25/12        | Long Vương chiến  | Koyama Reo Tứ đẳng            | ●                   | 8-6                 |
| 26/1/2024    | Kì Vương chiến    | Tomioka Eisaku Bát đẳng       | ○                   | 9-6                 |
| 5/3          | Kì Vương chiến    | Taniai Hiroki Tứ đẳng         | ●                   | 9-7                 |
| 20/5         | Cúp NHK           | Kimura Kazuki Cửu đẳng        | ○                   | 10-7                |
| 7/6          | Kì Thánh chiến    | Ishida Naohiro Ngũ đẳng       | ○                   | 11-7                |
| 7/6          | Kì Thánh chiến    | Takahashi Michio Cửu đẳng     | ○                   | 12-7                |
| 4/7          | Cup Asahi mở rộng | Abe Kouru Thất đẳng           | ○                   | 13-7                |
| 4/7          | Cup Asahi mở rộng | Sasaki Daichi Thất đẳng       | ●                   | -                   |

Một vài giải đấu chuyên nghiệp (thường có đại đa số là các nam kỳ thủ chuyên nghiệp tham dự) giành suất tham dự cho các nữ kỳ thủ sở hữu các danh hiệu Nữ Lưu, hai trong số các kỳ thủ thường tham gia là bản thân Nishiyama và Fukuma Kana. Chính Fukuma (trước là Satomi Kana) cũng đã tham dự Bài thi lên chuyên vào năm 2022 nhưng thất bại. Trong năm 2024, Nishiyama Tomoka có hai cơ hội tham gia các giải đấu chuyên nghiệp. 
Vào năm 2023, Nishiyama đã lọt vào vòng 2 của Cup Asahi mở rộng kỳ thứ 17, khi đó thành tích tại các giải đấu chuyên nghiệp của cô là 8 thắng - 3 thua; tức là rất gần với điều kiện để nộp đơn tham dự Bài thi (có đủ 10 chiến thắng trở lên và có tỷ lệ chiến thắng tổng thể trên 65%), việc Nishiyama có đủ điều kiện hay không sẽ phụ thuộc vào phong độ thể hiện tại Vòng Chung kết Ngân Hà chiến kỳ thứ 32 và Sơ loại thứ Hai của Cup Asahi mở rộng kỳ thứ 17. Tuy nhiên, việc để thua trước Fujimoto Nagisa tại Ngân Hà chiến và Satō Yasumitsu tại Cup Asahi; cộng thêm việc thất bại trước Koyama Reo tại vòng 1, Long Vương chiến tổ 6 kỳ thứ 37 đã kéo thành tích của Nishiyama xuống 8 thắng - 6 thua và khiến cô cách xa điều kiện tham gia Bài thi hơn. 
Trong năm 2024, sau khi thất bại ở Long Vương chiến kỳ thứ 37, cô có thành tích 1 thắng - 1 thua tại vòng Sơ loại Kỳ Vương chiến kỳ thứ 50 vào tháng 1 năm 2024, và giành 2 chiến thắng liên tiếp tại vòng Sơ loại thứ Nhất Kì Thánh chiến kỳ thứ 96, sau đó là một chiến thắng trong buổi phát sóng ngày 23 tháng 6 tại Cúp NHK lần thứ 74 (ván đấu vốn diễn ra vào ngày 20 tháng 5) nâng tổng thành tích trong một năm làm việc lên 12 thắng - 7 thua, tức là chỉ cần thêm một ván nữa để Nishiyama Tomoka đủ điều kiện tham dự Bài thi lên chuyên.
Ngày 4 tháng 7 năm 2024, Nishiyama giành chiến thắng trước Abe Kouru tại vòng Sơ loại thứ Nhất của Cup Asahi mở rộng kỳ thứ 18, chính thức hoàn thành điều kiện tham dự Bài thi với 13 thắng - 7 thua và tỷ lệ vừa đúng 65%. Đây là lần thứ hai có một nữ kỳ thủ đủ điều kiện thực hiện Bài thi lên chuyên, lần thứ nhất là của Fukuma đã đề cập ở trên. Mặc dù Liên đoàn không bắt buộc mọi kỳ thủ đủ điều kiện phải thực hiện Bài thi và thời hạn cuối cùng để nộp đơn tham gia là 1 tháng sau khi đủ điều kiện, Nishiyama đã thông báo sẽ tham gia Bài thi ngay trong ngày hôm đó. Bài thi sẽ diễn ra hai tháng sau tháng mà đơn xin tham dự được chấp thuận, với mỗi ván đấu một tháng và tối thiểu 3 ván. Giám khảo cho Bài thi của Nishiyama theo luật sẽ là 5 kỳ thủ chuyên nghiệp mới nhất tham dự hệ thống của Liên đoàn, trong trường hợp của cô là từ số hiệu 338 tới 342. 
| Ván | Ngày diễn ra      | Giám khảo           | Số hiệu | Kết quả           | Kết quả    | Thành tích đối đầu của Nishiyama với họ          |
| --- | ----------------- | ------------------- | ------- | ----------------- | ---------- | ------------------------------------------------ |
| 1 | 10 tháng 9, 2024  | Takahashi Yuushirou | 342     | Nishiyama thắng ○ | Hậu thủ △  | Chưa từng đối đầu, chung Tam đẳng League kỳ 68   |
| 2 | 2 tháng 10, 2024  | Yamakawa Taiki      | 341     | Nishiyama thua ●  | Tiên thủ ▲ | 2 thắng - 1 thua, chung Tam đẳng League kỳ 62-68 |
| 3 | 8 tháng 11, 2024  | Ueno Hirotoshi      | 340     | Nishiyama thua ●  | Hậu thủ △  | 1 thắng - 0 thua, chung Tam đẳng League kỳ 64-68 |
| 4 | 17 tháng 12, 2024 | Miyajima Kenta      | 339     | Nishiyama thắng ○ | Tiên thủ ▲ | 2 thắng - 0 thua, chung Tam đẳng League kỳ 66-68 |
| 5 | 22 tháng 1, 2025  | Masegi Kenta        | 338     | Nishiyama thua ●  | Hậu thủ △  | 0 thắng - 5 thua, chung Tam đẳng League kỳ 59-68 |
| Nishiyama Tomoka kết thúc Bài thi lên chuyên với tỉ số 2 thắng - 3 thua, không đạt điều kiện trở thành kì thủ chuyên nghiệp. |                   |                     |         |                   |            |                                                  |

Ngày 10 tháng 9, bằng việc chiến thắng trước Takahashi Yuushirou, Nishiyama Tomoka trở thành nữ kì thủ đầu tiên giành chiến thắng trong một ván đấu của Bài thi lên chuyên. Cô cũng là người đầu tiên phải thi đấu đủ 5 ván của loạt Bài thi này.

### Năm 2025
Tại Nữ Lưu Vương Vị chiến kì thứ 36, Nishiyama Tomoka đánh bại Ito Sae trong trận Xác định Khiêu chiến giả để trở thành người thách đấu danh hiệu của Fukuma Kana đương kim. Tuy nhiên, ngày 23 tháng 4 năm 2025 - một ngày trước khi ván đấu đầu tiên diễn ra, Nishiyama đã đăng một bài tweet, với nội dung là cô bất ngờ gặp vấn đề sức khỏe và phải trải qua phẫu thuật gấp, đồng thời xin rút lui khỏi Nữ Lưu Vương Vị chiến. Theo luật của giải đấu Nữ Lưu Vương Vị, người khiêu chiến không được xin bỏ ván đấu đầu tiên trong loạt tranh danh hiệu vì bất cứ lí do gì, nên ngay sau đó, Liên đoàn Shogi Nhật Bản đã thông báo về việc sẽ thay đổi khiêu chiến giả, từ Nishiyama Tomoka trở thành Ito Sae. Đồng thời, ván đấu Bán kết trong giai đoạn tìm người thách đấu cho danh hiệu Thanh Lệ kì thứ 7 của Nishiyama, cô cũng xin rút lui, từ đó lần đầu tiên cô "để thua" trước Watanabe Mana. Nishiyama Tomoka quay trở lại thi đấu 10 ngày sau, tức là vào ngày 2 tháng 5 năm 2025, trong khuôn khổ giai đoạn League của Nữ Lưu Danh Nhân chiến kì thứ 52, ở đó cô để thua trước Ooshima Ayaka - cũng là lần đầu tiên cô thua trước đối thủ này sau 6 lần gặp nhau. Ngày mùng 5 cùng tháng, Nishiyama tweet trên Twitter về việc chính thức quay trở lại, tuy nhiên chỉ hai ngày sau - ngày 7 tháng 5, cô xin bỏ cuộc trong vòng 2 của Thương Phu Đằng Hoa chiến kì thứ 33 ngay trước khi ván đấu diễn ra.

## Phong cách chơi cờ
Cô thường sử dụng chiến pháp khai cuộc Chấn Phi xa, trong đó có Trung Phi xa mời gọi và Tam gian Phi Xa. Nishiyama được biết đến với khả năng trung tới tàn cuộc tốt, có thể đảo ngược tình thế bất lợi ở giai đoạn đầu ván cờ bằng sức mạnh sát cuộc của mình. Tsuno Shoji, một nhà báo hay theo dõi các giải thi đấu đã bình luận như sau: "Xem phong cách thi đấu mãnh liệt đó, thật khó tin người đang ngồi trước bàn cờ là một phụ nữ".
Theo lời của Suzuki Daisuke Cửu đẳng, cô được biết tới trong thế giới Shogi rằng "giống với Suzuki Daisuke khi ông trong thời kỳ đỉnh cao"
Trong các giải đấu danh hiệu của giới Nữ Lưu, cô hiếm khi sử dụng hết thời gian cho phép của mình, nhưng trong Giải MyNavi Nữ mở rộng kỳ thứ 11 (năm 2017, năm mà Nishiyama được xếp ở giai đoạn Xác định Khiêu chiến giả), cô đã thay đổi thói quen sử dụng thời gian của mình. Vào năm 2017, trước khi cô chiến thắng danh hiệu Nữ Vương lần đầu tiên, cô bắt đầu tham gia các nhóm học tập với các kỳ thủ chuyên nghiệp nam, và cô cho rằng quan điểm của cô về Shogi đã thay đổi khi nhận được những lời góp ý rất đa dạng sau các ván cờ luyện tập.

### 36. Mx45 - nước đi kỳ lạ được các kỳ thủ chuyên nghiệp ngưỡng mộ
| 9  | 8  | 7  | 6  | 5  | 4  | 3  | 2  | 1  |    |
| 香 | 桂 |    | 金 |    |    |    |    | 香 | 一 |
|    | 王 | 銀 |    |    |    |    | 飛 |    | 二 |
|    | 歩 | 歩 | 歩 | 歩 | 金 | 桂 | 歩 | 歩 | 三 |
| 歩 |    |    |    |    |    | 歩 |    |    | 四 |
|    |    |    | 銀 |    | 桂 |    | 歩 |    | 五 |
| 歩 |    | 歩 |    |    | 歩 | 歩 |    |    | 六 |
|    | 歩 | 角 | 歩 | 歩 | 銀 |    |    | 歩 | 七 |
|    | 銀 | 玉 |    | 金 |    |    | 飛 |    | 八 |
| 香 | 桂 |    | 金 |    |    |    |    | 香 | 九 |

Trong ván thi đấu thứ hai của loạt trận tranh danh hiệu tại Giải MyNavi Nữ mở rộng lần thứ 11 (kỳ mà Nishiyama giành danh hiệu Nữ Vương), cô đã thực hiện nước đi 36. Mx45, để cho Kato Momoko Nữ Vương bắt Xe và phong cấp Tượng, tuy nhiên đây lại là nước đi chính xác nhất được các máy tính chơi Shogi đề xuất, và điều này làm giới Shogi bất ngờ.
Nước đi mãnh liệt nhất của giới Chấn Phi Xa trong những năm vừa qua.— Suzuki Daisuke Cửu đẳng
Cứ 100 kì thủ chuyên nghiệp, tôi nghĩ có 3 người nghĩ ra nước đi này, nhưng chỉ 1 người dám thực hiện nó.— Các kì thủ chuyên nghiệp
Một nước đi xuất sắc mà không ai muốn nghĩ tới.— Tanago Kengo - Tổng biên tập của tờ Thế giới Shogi

## Đời sống cá nhân
- Năm 2014, cô tốt nghiệp trường Sơ trung & Cao trung Osaka Gakugei,[3] sau đó chuyển tới Tokyo và hiện tại đang theo học tại trường Đại học Keio.[59][60] Cô đã bảo lưu từ tháng 9 năm 2015 khi đang học năm hai,[60][12] và sau này trong số báo Thế giới Shogi tháng 3 năm 2024, Nishiyama chia sẻ rằng đã thôi học sau kì Tam đẳng League thứ 66.
- Một Nữ Lưu kì sĩ hơn cô ba tuổi - Muroya Yuki Nữ Lưu Tam đẳng cũng tới từ Osakasayama, Osaka[61], tham gia cùng lớp cờ với Nishiyama khi còn là một đứa trẻ và hai người trở thành bạn thân thiết của nhau kể từ đó.[62] Theo Muroya, giáo viên hướng dẫn ở lớp cờ Shogi khi đó và cả Muroya Yuki đều đánh giá rất cao khả năng chơi cờ của Nishiyama Tomoka.

## Lịch sử thăng cấp

### Trường đào tạo Kỳ thủ
- 7 tháng 3 năm 2010: Lục cấp/6-kyu (Gia nhập Trường đào tạo)
- 25 tháng 1 năm 2014: Sơ đẳng/1-dan
- 21 tháng 9 năm 2014: Nhị đẳng/2-dan
- 5 tháng 12 năm 2015: Tam đẳng/3-dan
- 1 tháng 4 năm 2021: Rời Trường đào tạo

### Nữ Lưu kỳ sĩ
- 1 tháng 4 năm 2021: Nữ Lưu Tam đẳng (theo quy định của Trường đào tạo)[34]
- 13 tháng 6 năm 2022: Nữ Lưu Tứ đẳng (chiến thắng đủ 3 danh hiệu từ khi được thăng lên Nữ Lưu Tam đẳng - hoàn thành sau Giải MyNavi Nữ mở rộng lần thứ 15)
- 17 tháng 10 năm 2023: Nữ Lưu Ngũ đẳng (chiến thắng đủ 7 danh hiệu, hoàn thành sau Nữ Lưu Vương Tướng chiến kỳ thứ 45)

## Thành tích

### Danh hiệu
Danh hiệu được in đậm là danh hiệu mà hiện tại kỳ thủ đó đang sở hữu.
| Danh hiệu                                                                                               | Loạt danh hiệu        | Thời gian sở hữu                          | Tham gia | Chiến thắng | Liên tiếp      | Danh dự              |
| Bạch Linh                                                                                               | 7 ván, từ tháng 9-11  | 2021 (Kỳ 1), 2023-2024 (Kỳ 3-4)           | 4 kỳ     | 3 kỳ        | 2 kỳ liên tiếp |                      |
| --- | --------------------- | ----------------------------------------- | -------- | ----------- | -------------- | -------------------- |
| Thanh Lệ                                                                                                | 5 ván, từ tháng 8-9   |                                           | 1 kỳ     |             |                |                      |
| Nữ Vương                                                                                                | 5 ván, từ tháng 4-5   | 2018-2024 (Kỳ 11-17)                      | 7 kỳ     | 7 kỳ        | 7 kỳ liên tiếp | Vĩnh thế Nữ Vương    |
| Nữ Lưu Vương Tọa                                                                                        | 5 ván, từ tháng 10-12 | 2019-2020 (Kỳ 9-10)                       | 4 kỳ     | 2 kỳ        | 2 kỳ liên tiếp |                      |
| Nữ Lưu Danh Nhân                                                                                        | 5 ván, từ tháng 1-2   | 2023 (Kỳ 49)                              | 2 kỳ     | 1 kỳ        |                |                      |
| Nữ Lưu Vương Vị                                                                                         | 5 ván, từ tháng 4-6   |                                           | 1 kỳ     |             |                |                      |
| Nữ Lưu Vương Tướng                                                                                      | 3 ván, tháng 10       | 2019-2020 (Kỳ 41-42) 2022-2024 (Kỳ 44-46) | 6 kỳ     | 5 kỳ        | 3 kỳ liên tiếp | Nữ hoàng Vương Tướng |
| Thương Phu Đằng Hoa                                                                                     | 3 ván, tháng 11       |                                           | 1 kỳ     |             |                |                      |
| Tổng cộng tham gia 29 loạt trận tranh danh hiệu, chiến thắng 18 lần, đứng thứ 4 về số thành tích Nữ Lưu |                       |                                           |          |             |                |                      |

### Giải thưởng
- Ván đấu Nữ Lưu hấp dẫn nhất (女流名局賞) lần thứ 47 (Nữ Lưu Vương Tọa chiến kỳ 9, Loạt trận tranh danh hiệu - Ván 4)[63]
- Ván đấu Nữ Lưu hấp dẫn nhất (女流名局賞) lần thứ 48 (Nữ Lưu Vương Tọa chiến kỳ 10, Loạt trận tranh danh hiệu - Ván 5)[63]
- Nữ Lưu kỳ sĩ ưu tú (優秀女流棋士賞) lần thứ 49, 50, 51, 52.[63]
- Ván đấu Nữ Lưu hấp dẫn nhất lần thứ 51, 52 (51: Bạch Linh chiến kì 3, loạt tranh danh hiệu ván 2, 52: Bạch Linh chiến kì 4, loạt tranh danh hiệu ván 1)